# ستيفن دورف
ستيفن دورف (بالإنجليزية: Stephen Dorff) مواليد 29 يوليو 1973 في أتلانتا، جورجيا، الولايات المتحدة، هو ممثل أمريكي بدأ مسيرته الفنية عام 1985.

## الأعمال

### أفلام
| السنة | العنوان     | الدور |
| ----- | ----------- | ----- |
| 1998  | بليد        |       |
| 2006  | .45         | ريلي  |
| 2009  | أعداء الشعب |       |
| 2010  | مكان ما     |       |
| 2011  | المخلدون    |       |
| 2015  | بطل أمريكي  |       |

## وصلات خارجية
- ستيفن دورف على موقع IMDb (الإنجليزية)
- ستيفن دورف على موقع قاعدة بيانات الأفلام العربية
- ستيفن دورف على موقع ألو سيني (الفرنسية)
- ستيفن دورف على موقع ميوزك برينز (الإنجليزية)
- ستيفن دورف على موقع تيرنر كلاسيك موفيز (الإنجليزية)
- ستيفن دورف على موقع أول موفي (الإنجليزية)
- ستيفن دورف على موقع قاعدة بيانات الأفلام السويدية (السويدية)
- ستيفن دورف على موقع إن إن دي بي (الإنجليزية)
- ستيفن دورف على موقع قاعدة بيانات الفيلم (الإنجليزية)
- ستيفن دورف على موقع كينوبويسك (الروسية)